# 錫代利亞 (北卡羅萊納州)
錫代利亞（英語：Sedalia）是一個位於美國北卡羅萊納州吉爾福德縣的城鎮。

## 人口
根據2020年美國人口普查的數據，錫代利亞的面積為5.20平方千米，當中陸地面積為5.18平方千米，而水域面積為0.02平方千米。當地共有人口676人，而人口密度為每平方千米130人。